# Czador

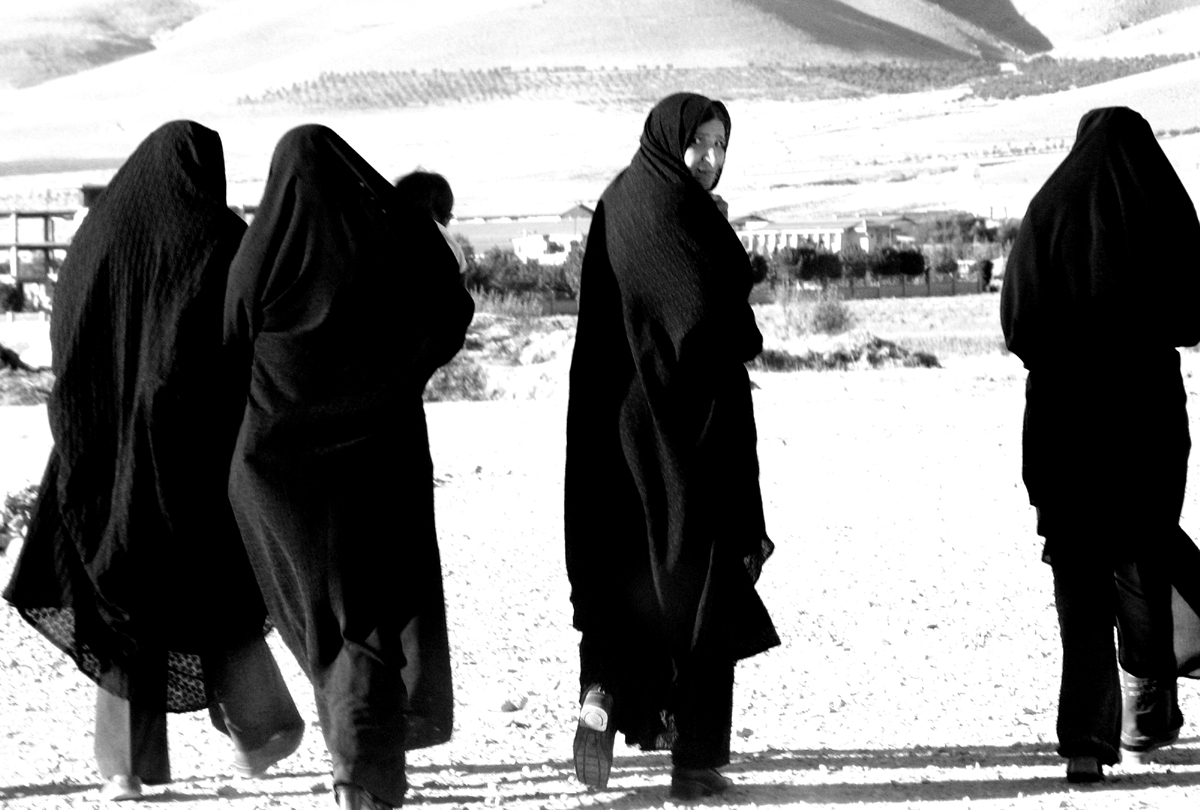
Kobiety w czadorach

Czador (pers. ‏چادر‎) – zewnętrzny strój, noszony przez kobiety; jest to jedna z form przestrzegania hidżabu, czyli muzułmańskich zasad ubierania się, wywiedzionych z Koranu. Jest to tradycyjny strój noszony przez kobiety w Iranie.